# Brasil acima de tudo, Deus acima de todos

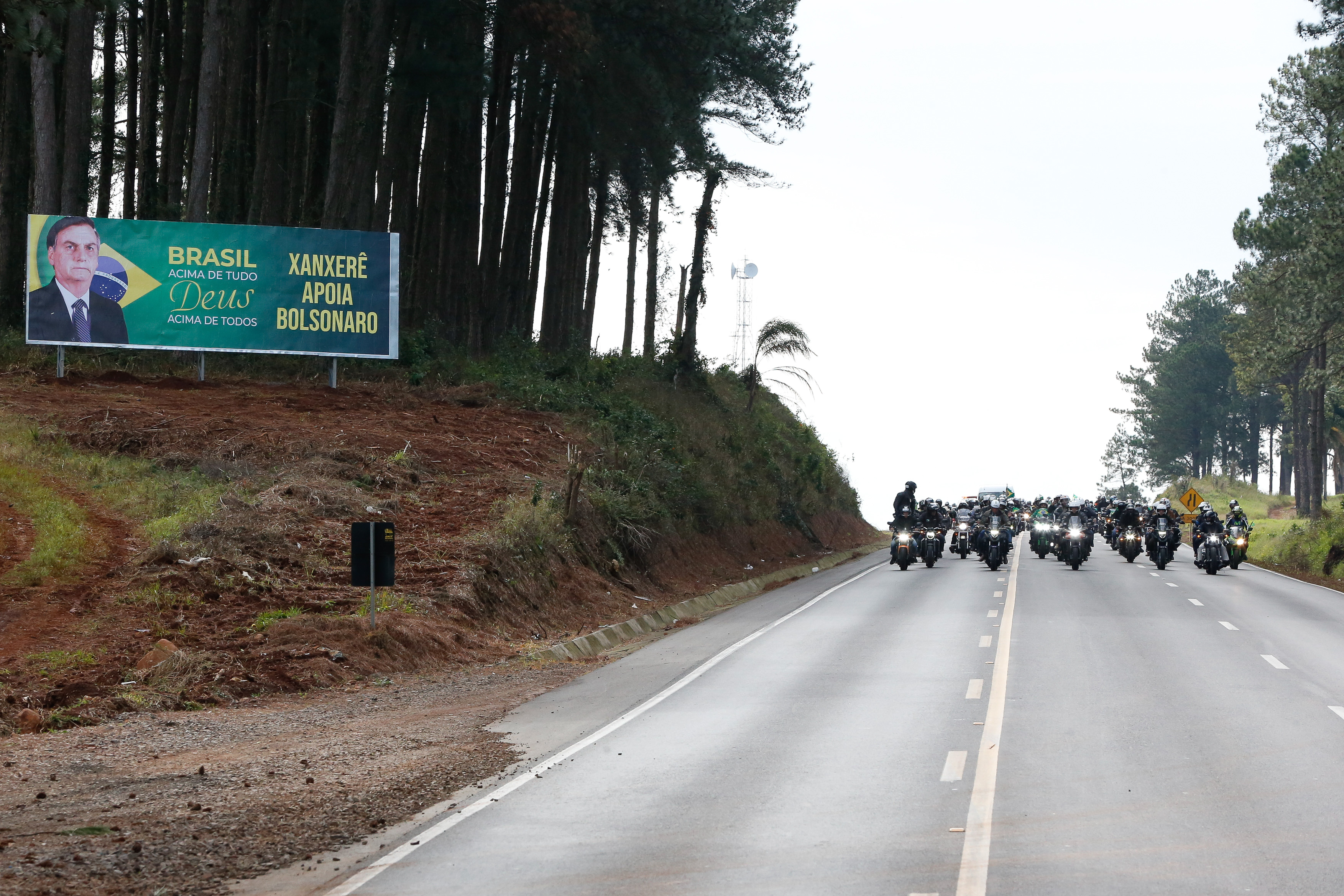
Na imagem, o registro de uma das "motociatas" organizadas pelo governo de Jair Bolsonaro onde é possível visualizar um outdoor contendo o mote "Brasil acima de tudo, Deus acima de todos"

Brasil acima de tudo, Deus acima de todos é um lema utilizado pelo governo Jair Bolsonaro que foi apropriado de um brado da Brigada de Infantaria Paraquedista, num contexto em que o próprio político, então presidente do país, havia sido um paraquedista ligado à referida brigada, muito embora tenha se desligado após despencar de 8 metros de altura na Avenida das Américas, uma das principais vias da Barra da Tijuca, na Zona Oeste. Num contexto mais amplo, o brado remete ao lema utilizado pelos nazistas “Alemanha acima de tudo” — no alemão, "Deutschland über alles". Sobre esta frase, cuja origem remonta ao hino Deutschlandlied, foi estabelecido que "em solenidades oficiais, cantar-se-á a terceira estrofe." A primeira estrofe deveria ser evitada, por conter os versos "Deutschland, Deutschland über alles, Über alles in der Welt" ('Alemanha, Alemanha acima de tudo/ Acima de tudo no mundo'), o que poderia remeter à crença na superioridade germânica - algo imperdoável num período de desnazificação. Dentre o rol de referências ao nazismo e ao fascismo presentes no governo Bolsonaro, estão o vídeo de Roberto Alvim como Secretário da Cultura, que copiou trechos do discurso de Joseph Goebbels, Ministro da Propaganda de Adolf Hitler, bem como o uso frequente do lema Deus, Pátria e Família, que no Brasil reunia as propostas da Ação Integralista Brasileira, um movimento conhecido como "fascismo brasileiro".
Em 2019, durante um discurso em cerimônia de homenagem na cidade norte-americana de Dallas, no Texas, Bolsonaro chegou a incluir os Estados Unidos no lema de encerramento, mas se esqueceu de manter Deus, dizendo então “Brasil e Estados Unidos acima de tudo. Brasil acima de todos”. Em 2022, a Câmara Municipal de São Gonçalo, um município carioca, criou um título de mérito legislativo chamado  “Medalha Brasil acima de tudo, Deus acima de todos”, cujo autor foi o então vereador Vinicius (Solidariedade).

## Origens

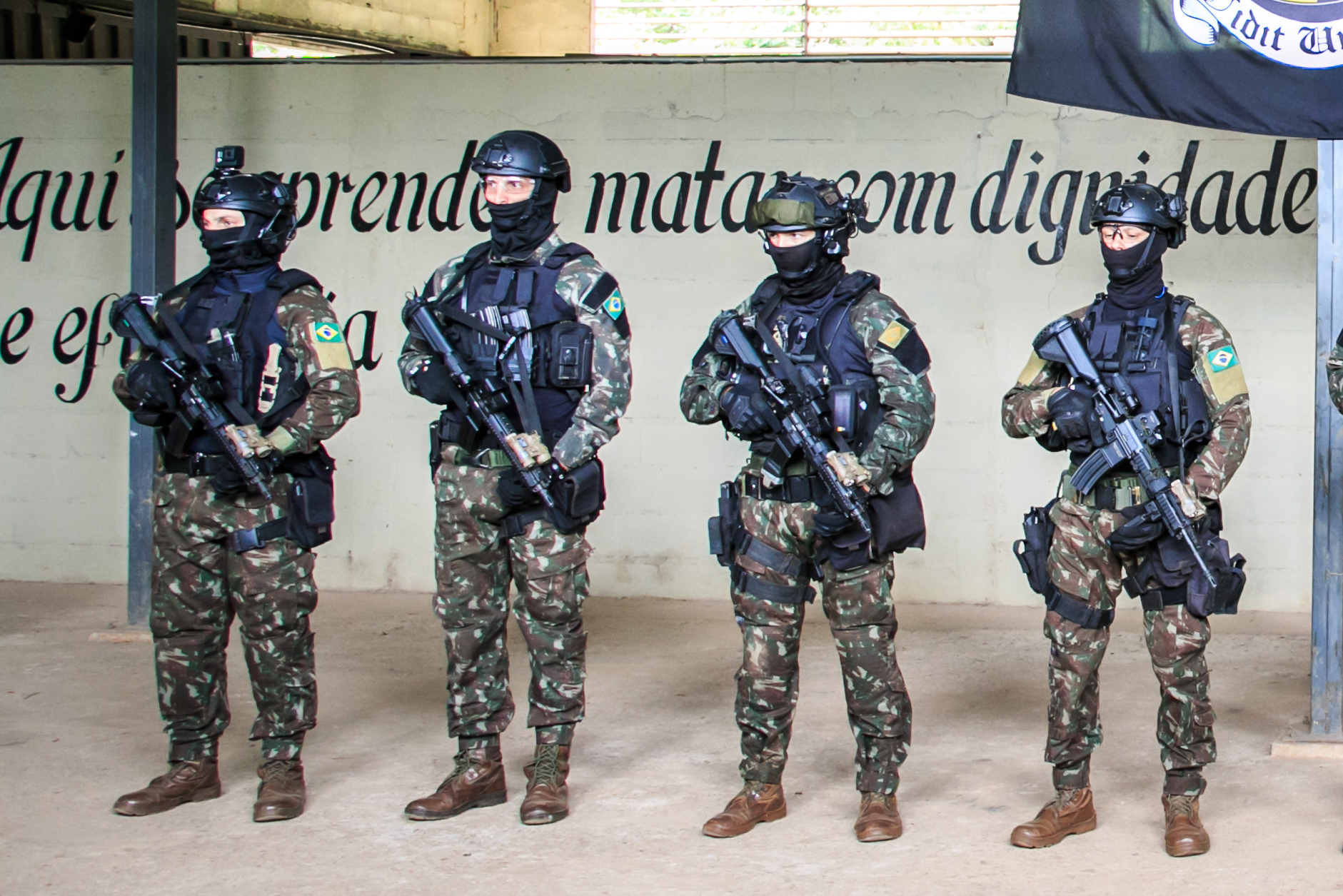
Ao longo da história da Centelha Nativista, parte dos militares teria migrado para Forças Especiais para Goiânia. Na foto, militares no quartel do Comando de Operações Especiais, em Goiânia

O coronel Cláudio Tavares Casali explica em um artigo publicado que o referido brado surgiu no final da década de 1960, pouco depois do decreto do Ato Institucional nº 5, o AI-5, no ápice da Ditadura Militar no Brasil, oriundo de um grupo nacionalista do exército conhecido como Centelha Nativista. De acordo com Piero Leirner, professor da Universidade Federal de São Carlos e especialista em estratégia militar e um dos pioneiros no estudo da “antropologia dos militares”, Jair Bolsonaro provavelmente não esteve ligado diretamente a esse grupo - Centelha Nativista - que já estava muito fraco em 1987. Mas os paraquedistas seriam tão próximos a esses grupos da reserva que se recusaram a se mudar com o resto das Forças Especiais para Goiânia, permanecendo no Rio de Janeiro, onde está o centro desses movimentos. Em uma dessas unidades militares especiais do exército brasileiro em Goiânia, por sua vez, o mote estampado nas paredes de treinamento é "Aqui se Aprende a Matar com Dignidade e Eficiência".[carece de fontes?]

## Leituras adicionais
- CAVALCANTI, C. R. da S.; AZEVEDO, N P. G. de. O movimento parafrástico de “Brasil acima de tudo, Deus acima de todos” X "Deutschland Über Alles”. Policromias – Revista do Discurso, Imagem e Som, Rio de Janeiro, v. 7, n. 1, p. 51-64, jan.-abr. 2022.
- Faria Carvalho, F., & Andrade de Oliveira Paiva, B. Brasil acima de tudo, Deus acima de todos: uma análise do discurso de posse do presidente Bolsonaro. Revista da Anpoll, 53(1), 215–235. (2022)